# I Want to Break Free
"I Want to Break Free" é um single da banda britânica de rock Queen, lançado em abril de 1984. A canção teve três versões: a divulgada no álbum, e as versões encurtada e estendida, que diferem em suas durações. A canção foi executada em praticamente todos os shows do Queen desde que foi lançada, incluindo o The Freddie Mercury Tribute Concert, de 1992.
A música é amplamente conhecida por seu clipe, no qual os integrantes da banda estão vestidos e caracterizados como mulheres, uma ideia proposta pelo baterista Roger Taylor, como forma de parodiar o seriado Coronation Street. Mercury também usava roupas de mulher em alguns apresentações ao vivo da canção em referência ao clipe. A segunda parte do vídeo inclui uma composição ensaiada e executada com o Royal Ballet e coreografado por Wayne Eagling. A paródia foi aclamada no Reino Unido, porém considerada controversa nos Estados Unidos e banida pela MTV e outras emissoras, devido à cultura conservadora do país. 
Após o seu lançamento em 1984, o single foi bem recebido por toda a Europa e América do Sul. Embora tenha chegado apenas na quadragésima quinta posição nos Estados Unidos, alcançou a terceira posição nas paradas do Reino Unido e vendeu mais de duzentas mil cópias.
John Deacon escreveu a canção como um desabafo a respeito de sua timidez, no qual o impedia de, por exemplo, atuar nos vocais da banda (Deacon foi o único integrante da banda a não cantar nenhuma música do Queen como vocalista). Ao mesmo tempo, o compositor relacionou questões acerca da solidão e autossuficiência. Entretanto, devido a alguns de seus versos e, endossado com o clipe, "I Want to Break Free" foi interpretada erroneamente por muitos como uma música relacionada à temática LGBT.

## Composição
A canção foi escrita em 1983 por John Deacon e lançado no início do mês de abril, em 1984. O tema principal da música está em seu título, no qual se repete ao longo dos versos. O amor também está presente, pelo fato do eu lírico declarar que se apaixonou uma vez, e que não consegue superar o ocorrido em contraste à sua solidão. Há três versões da canção: a divulgada no álbum, a versão editada e curta no single e estendida, com a inclusão de uma parte instrumental com sintetizadores. O solo da música é erroneamente interpretado como tendo sido feito por Brian May em uma guitarra, mas o próprio autor da música (John Deacon) impôs que não queria um solo de guitarra na música, o solo, na verdade, foi tocado por Fred Mandel em um sintetizador, apenas ao vivo o solo é tocado por Brian May.

## Ficha técnica
Banda
- Freddie Mercury - vocais e sintetizadores
- Brian May - guitarra
- Roger Taylor - bateria
- John Deacon - baixo, guitarra, violão, sintetizadores, composição

Músicos convidados
- Fred Mandel - sintetizadores (Roland Jupiter 8)